# Nasonovia hottesi
Nasonovia hottesi är en insektsart som beskrevs av Heie 1979. Nasonovia hottesi ingår i släktet Nasonovia och familjen långrörsbladlöss. Inga underarter finns listade i Catalogue of Life.